# Kanał Bledzewski
Kanał Bledzewski – kanał wodny we wsi Bledzew, łączący jeziora Kleśno oraz Bledzewskie z rzeką Obrą. Długość kanału wynosi ok. 1 km, szerokość 25 m; kanał z bardzo wolnym przepływem wody 2–3 cm/s, spowodowanym zasilaniem wyłącznie z dwóch wymienionych powyżej jezior. Ponad kanałem przeprowadzony jest forteczny most zwodzony przechylno-przesuwny K804 z lat 1936–1939 – fortyfikacja Międzyrzeckiego Rejonu Umocnionego oraz nowo wybudowany most drogowy.